# Grassmannmångfald
En Grassmannmångfald, namngett efter den tyske matematikern Hermann Grassmann, är inom matematiken en mångfald av alla delrum av en viss dimension i {\displaystyle \mathbb {R} ^{n}}.

## Formell definition
Låt {\displaystyle 0<m<n\,} vara heltal. Grassmannmångfalden är mängden
{\displaystyle G(n,m):=\{V\subset \mathbb {R} ^{n}:V\ {\mbox{är ett linjärt delrum, }}\dim(V)=m\}},
dvs mängden av alla m-dimensionella linjära delrum i {\displaystyle \mathbb {R} ^{n}}.

## Mångfald
Grassmannmångfalden är en mångfald med topologin från metriken {\displaystyle d:G(n,m)\times G(n,m)\rightarrow \mathbb {R} },
{\displaystyle d(V,W):=\|P_{V}-P_{W}\|},
där
- {\displaystyle V,W\in G(n,m)\,},

- {\displaystyle P_{V}\,} och {\displaystyle P_{W}\,} är ortogonala projektioner på V och W och

- {\displaystyle \|\cdot \|} är operatornormen för linjär avbildninger.

## Måttstruktur
Definiera en funktion från ortogonalgruppen {\displaystyle O(n)\,} till {\displaystyle G(n,m)\,} på följande sätt:
{\displaystyle \Xi _{V}:O(n)\rightarrow G(n,m)\,}, så att {\displaystyle \Xi _{V}(g)=gV.\,}
Grassmannmåttet {\displaystyle \gamma _{n,m}\,} ett bildmått:
{\displaystyle \gamma _{n,m}:=\Xi _{V\#}\theta _{n},\,}
dvs för {\displaystyle A\subset G(m,n)\,}
{\displaystyle \gamma _{n,m}(A)=\theta _{n}(\{g\in O(n):gV\in A\}).}
Här är {\displaystyle \theta _{n}\,} det vridningsinvariant måttet i {\displaystyle O(n)\,}.